# Salle Colette-Besson
Pour les articles homonymes, voir Stade Colette-Besson.
La salle Colette-Besson, nommée jusqu'en 2007 gymnase de Bréquigny, est la principale salle omnisports de Rennes si l'on excepte Le Liberté, ce dernier équipement n'accueillant que rarement des évènements sportifs.
Elle porte son nom actuel en hommage à l'athlète française Colette Besson, décédée en 2005.

## Caractéristiques
Construite en 1965, la salle a été rénovée et agrandie en 2007 pour atteindre une capacité de 2 142 places. 
La salle rénovée, agrandie et renommée a été inaugurée le vendredi 14 décembre 2007 par Edmond Hervé, alors maire de Rennes.

## Utilisation

### Clubs résidents
Le Rennes Étudiant Club Volley-ball, l'Union Rennes basket 35 et l'Avenir de Rennes (club de basket-ball) occupent la salle lors de leurs matchs à domicile.

### Manifestations
La salle accueille essentiellement des manifestations sportives comme l'Open de Rennes (tournoi international annuel de tennis masculin), des épreuves du championnat de France de gymnastique rythmique mais également parfois des évènements culturels comme le festival des Tombées de la nuit.
En 2016, elle accueille l'équipe de France féminine de volley-ball disputant la Ligue européenne.